# Batchelor (Australia)
Batchelor è una città situata nel Territorio del Nord, in Australia; essa si trova 100 chilometri a sud di Darwin e 1.420 chilometri a nord di Alice Springs ed è la sede della Contea di Coomalie. Al censimento del 2006 contava 481 abitanti, circa un quarto dei quali di origine aborigena.